# 어디로 가고 싶으신가요
《어디로 가고 싶으신가요》는 2023년에 개봉한 대한민국의 영화이다.
어느 봄날, 갑작스러운 사고로 남편인 ‘도경’을 잃은 ‘명지’는
슬픔에서 벗어나기 위해 폴란드 바르샤바로 잠시 떠난다.
하지만 ‘도경’의 소식을 모르는 대학 동창 ‘현석’과의 재회에
‘명지’는 낯선 곳에서 불쑥불쑥 남편과의 추억을 마주하게 되는데…
한편, 같은 사고로 단짝 친구인 ‘지용’과 이별한 ‘해수’는
곳곳에 남겨진 친구의 빈자리를 느끼며
하나뿐인 동생을 잃고 몸이 마비된 ‘지용’의 누나 ‘지은’을 돕는다.
그러던 중 ‘해수’는 ‘지은’에게 새 편지지와 함께 ‘명지’의 주소를 건네는데…

## 캐스팅
- 박하선 : 서명지 역
- 김남희 : 이현석 역
- 전석호 : 권도경 역
- 문우진 : 박해수 역
- 정민주 : 권지은 역
- 김정철: 권지용 역
- 김보라 : 경주 역
- 송영규 : 해수 부(박진헌) 역
- 이규회 : 권준경 역
- 이선규 : 빵집 사장 역
- 김희정
- 변준희 : 도경 모 역
- 김영선 : 김수정 역
- 김지영 : 수연 역 (목소리출연)
- 김태한 : 국어 선생님 역

## 참고 사항
- 시리가 중요한 소재로 등장한다. 당장 제목 말하기를 하는 것도 시리다. 영화 나의 특별한 형제에서의 시리는 단순히 보조적인 수단으로 등장하지만, 이 작품에서의 시리는 영화 그녀에서의 사만다와 같이 명지의 심리에 영향을 줄 수 있는 정도의 존재로 등장한다. 실제 촬영 때는 배우가 독백을 하고 나중에 합성한 것이다. 현장에서 조감독이 시리의 대사를 불러주겠다고 했는데 그게 더 어색해서 그냥 혼자 했다고. 박하선은 드라마 <혼술남녀>에서 시리와 대화하는 신을 이미 찍어봐서인지 그렇게 어렵진 않았다고 술회했다.